# Bartłomiej Kiejcher
Bartłomiej (Bartosz) Kiejcher, także Kicher, Kiecher lub Keycher (ur. 1548 w Krakowie, zm. 9 stycznia 1599 w Krakowie) – mieszczanin krakowski, organmistrz, nadworny muzyk królów Polski.

## Życiorys
Bartłomiej Kiejcher był synem nieznanego z imienia budowniczego klawesynów. Działalność muzyczną rozpoczął około 1558 jako śpiewak na dworze króla Zygmunta II Augusta. 6 stycznia 1565 został fistulatorem kapeli królewskiej (grał na instrumentach dętych). Kontynuował tę pracę na dworach trzech kolejnych następców Zygmunta II Augusta: Henryka Walezego, Stefana Batorego i Zygmunta III Wazy. Pod koniec życia mieszkał w kamienicy zwanej Szczerbińską przy ulicy Szewskiej między Latoszyńską a Temberkowską w Krakowie. Z zachowanego inwentarza pozostałych po nim ruchomości wynika, że zajmował się wytwarzaniem organów i instrumentów dętych, posiadał też w swoim warsztacie trąby i klawikord oraz pokaźny zbiór broni. Albert Sowiński w Słownik muzyków polskich dawnych i nowoczesnych błędnie podał, że istniało dwóch muzyków: Bartłomiej Keycher i wzmiankowany w 1598 Bartosz Kiecher.
Nagrobek Bartłomieja Kiejchera znajdował się w kościele Mariackim w Krakowie, a treść napisu nagrobkowego została umieszczona przez księdza i historyka Szymona Starowolskiego w dziele Monumenta Sarmatarum Beatae Aeternitati z 1655. Przypominał on o karierze Bartłomieja Kiejchera na dworze czterech polskich monarchów oraz informował, że „odznaczał się wielką uczynnością i miłością bliźniego”. 
Żoną Bartłomieja Kiejchera była Zofia (zm. 1604), córka mieszczanina kazimierskiego Szponta. Po śmierci męża nie wyprzedała pozostałego po mężu majątku i najprawdopodobniej zajmowała się po nim wytwarzaniem instrumentów muzycznych. Z małżeństwa tego pochodził syn Krzysztof, który w 1590 był organistą króla Zygmunta III i wynalazcą instrumentu przypominającego chordofon klawiszowy.